# میکیتا کریوکوف
میکیتا کریوکوف (اوکراینی: Микита Олексійович Крюков؛ زادهٔ ۳۰ آوریل ۱۹۹۱) بازیکن فوتبال اهل اوکراین است.
از باشگاه‌هایی که در آن بازی کرده‌است می‌توان به باشگاه فوتبال شاختار دونتسک و باشگاه فوتبال ماریوپول اشاره کرد.
وی همچنین در تیم ملی فوتبال زیر ۲۱ سال اوکراین بازی کرده‌است.